# Stan Wawrinka
Stanislas "Stan" Wawrinka, född 28 mars 1985 i Lausanne i Schweiz, är en schweizisk tennisspelare. Han har varit professionell på ATP-touren sedan 2002. I singel har han som bäst varit rankad 3:a (27 januari 2014). Under 2013 och 2014 har han vid minst tre tillfällen mött Novak Đoković i uppmärksammade matcher i Grand Slam-turneringar. Wawrinka vann 2008 OS-guld i herrdubbelturneringen i Peking, tillsammans med Roger Federer. 2014 vann han Australiska öppna, efter en finalseger mot Rafael Nadal.

## Tenniskarriären

### Bakgrund
Wawrinka blev professionell på ATP-touren 2002 när han var 17 år gammal. I slutet av 2005 var Wawrinka rankad just utanför topp-50.

### 2006–2010
2006 tog Wawrinka sin hittills enda ATP-titel, i Umag, där han finalbesegrade serben Novak Đoković. Đoković gav upp när första setets tiebreak skulle börja spelas.
I dubbel nåddes hans bästa placering, en 90:e plats, i början av november 2006. I OS 2008 i Peking vann Wawrinka guldet i herrdubbel tillsammans med Roger Federer. De tappade bara ett set under hela turneringen. Setförlusten kom i finalen mot det svenska paret Simon Aspelin / Thomas Johansson, där schweizarna vann med setsiffrorna 6-3, 6-4, 6-7(4), 6-3.

### 2011–2012
Wawrinka var januari 2012 placerad som tjugotvåa på ATP-rankingen. I Australian open var han seedad 21 denna månad. I tävlingen besegrade cyprioten Marcos Baghdatis, sin jämngamle juniorkombatant från förr, i andra omgången med setsiffrorna 7-6(3), 6-4, 5-7, 6-1.

### 2013–2014
Under 2013 nådde Wawrinka långt i flera Grand Slam-turneringar och mötte bland annat dåvarande världsettan Novak Đoković i flera betydelsefulla matcher (se nedan). Han nådde oktober 2013 sin dittills högsta världsranking som åtta.
Januari 2014 nådde Stan i Melbourne, för första gången i sin karriär, en final i en Grand Slam-turnering. I Australiska öppna kvalificerade han sig för herrsingelfinalen efter att bland annat ha besegrat Tommy Robredo (åttondelsfinal), Novak Đoković (kvartsfinal) och Tomáš Berdych (semifinal). 26 januari vann han finalen mot Rafael Nadal, som under stora delar av matchen varit synbarligen skadehindrad, med 3–1 i set. Wawrinka rankades dagen efter som ny världstrea, efter att för första gången ha passerat sin landslagskollega Roger Federer i ranking. Finalvinsten mot Nadal innebar Wawrinkas första turneringsseger mot Nadal, på det trettonde försöket. Wawrinka blev samtidigt den förste att i en och samma Grand Slam-turnering besegra både Đoković och Nadal. Han blev även den förste på 20 år att vinna mot både den som var seedad etta och tvåa. Sergi Bruguera stod för samma bedrift 1993 i Franska öppna.
2014 avslutades med att Schweiz vann Davis Cup-finalen mot Frankrike på bortaplan i Lilles fotbollsstadion på inomhusgrus inför storpublik.

### 2015
Wawrinka vann franska öppna och besegrar Novak Đoković med 3–1.

### 2016
Wawrinka vann US Open genom att besegra Novak Đoković med 6–7, 6–4, 7–5, 6–3.

### Matcher mot Novak Đokovic
Några av Wawrinkas mest uppmärksammade matcher i karriären har spelats mot Novak Đoković, som han under 2013 och 2014 mött minst tre gånger i Grand Slam-sammanhang (alla tre gångerna i femsetsmatcher). I Australiska öppna 2013 förlorade Wawrinka en fem timmar lång åttondelsfinal, där han ledde med 6–1 och 5–2 och där sista set avgjordes med 12–10 i game. Även i duons intensiva semifinal vid US Open senare under året ledde Wawrinka med 1–0 i set (samt ett servegenombrott), innan dåvarande världsettan Đokovic kämpade sig in i matchen för att till slut stå som segrare. Under den 4 timmar och 9 minuter långa kampen tog tredje gamet i femte set 21 minuter. Detta game avbröts vid två tillfällen på grund av stående ovationer från den 23 000-hövdade publiken på Arthur Ashe Stadium.
21 januari 2014 slog Wawrinka ut Đoković ur Australiska öppna, efter en fyra timmar lång kvartsfinal där sista set avgjordes efter 9–7 i game och där han för ovanlighetens skull förlorat första set. Detta var Wawrinkas första seger mot Đoković sedan 2006. Den före detta världsettan var vid tillfället tredubbel regerande mästare och hade varit obesegrad i turneringen sedan 2010. Detta var också Đoković första förlustmatch sedan finalen i US Open över fyra månader tidigare.
12 september 2016 vann Wawrinka i US Open med 3–1 i set i en nästan 4 timmar lång match.

## Vunna turneringar

### ATP-titlar i singel (6)
- 2006 – Umag
- 2010 – Casablanca
- 2011 – Chennai
- 2013 – Oeiras
- 2014 – Chennai
- 2014 – Australiska öppna
- 2015 - Franska öppna
- 2016 - US Open

### ATP-titlar i dubbel (1)
- 2013 – Chennai  (i par med Benoît Paire)

### OS-guld (1)
- 2008 – Peking  (i par med Roger Federer)

Davis Cup
Seger 2014